# Didier Rous
Didier Rous (Montauban, 18 settembre 1970) è un dirigente sportivo ed ex ciclista su strada francese.
Professionista dal 1993 al 2007, vinse una tappa al Tour de France e due titoli nazionali in linea.

## Carriera
Rous passò professionista nel 1993 con la Gan; nel 1996 si classificò secondo alla Freccia Vallone, battuto da Lance Armstrong, andando quindi a rappresentare la Francia nella prova su strada ai Giochi olimpici di Atlanta. Durante la stagione 1997 si aggiudicò la tappa di Montbéliard al Tour de France: quell'anno si era trasferito alla Festina, e proprio con questa squadra fu escluso dal Tour de France 1998 in seguito allo scandalo Festina.
Nel 2000 passò alla Bonjour, la nuova squadra di Jean-René Bernaudeau: nello stesso anno vinse la Paris-Camembert battendo proprio Armstrong. Nel 2001 ottenne buoni risultati: vinse infatti la Quatre Jours de Dunkerque e il Trophée des Grimpeurs, si laureò campione nazionale francese in linea e concluse all'undicesimo posto il Tour de France, suo miglior piazzamento nella Grande Boucle. Nel 2003 fece il bis ai campionati nazionali in linea, poi nel 2004 si aggiudicò il Grand Prix de Ouest-France. L'11 giugno 2007 annunciò quindi il ritiro dall'attività in ragione di problemi di salute.
Nel biennio 2009-2010 ha ricoperto la carica di direttore sportivo alla Bbox Bouygues Telecom, nuova denominazione della squadra di Bernaudeau, per cui già aveva gareggiato dal 2000 al 2007. Dal 2011 al 2017 ha fatto parte dello staff tecnico della Cofidis, mentre dal 2018 al 2022 è direttore sportivo della Vital Concept/B&B Hotels.

## Palmarès
- 1992 (dilettanti)

6ª tappa, 1ª semitappa Giro delle Regioni (Monte Urano > Tollo)
- 1993 (Gan, una vittoria)

Grand Prix La Marseillaise
- 1994 (Gan, una vittoria)

11ª tappa Tour de l'Avenir
- 1996 (Gan, due vittorie)

3ª tappa Critérium International (Castres, cronometro)
4ª tappa Volta a la Comunitat Valenciana (Cullera > La Vall d'Uixó)
- 1997 (Festina, una vittoria)

18ª tappa Tour de France (Colmar > Montbéliard)
- 2000 (Bonjour, due vittorie)

Parigi-Camembert
Classifica generale Grand Prix du Midi Libre
- 2001 (Bonjour, sette vittorie)

Campionati francesi, Prova in linea
Tour de Vendée
5ª tappa Quatre Jours de Dunkerque (Outreau > Boulogne-sur-Mer)
6ª tappa Quatre Jours de Dunkerque (Saint-Pol-sur-Mer, cronometro)
Classifica generale Quatre Jours de Dunkerque
Trophée des Grimpeurs
Prologo Critérium du Dauphiné Libéré (Morzine, cronometro)
- 2002 (Bonjour, una vittoria)

Classifica generale Circuit de la Sarthe
- 2003 (Brioches La Boulangère, tre vittorie)

Campionati francesi, Prova in linea
1ª tappa Tour du Limousin (Limoges > Saint-Junien)
Trophée des Grimpeurs
- 2004 (Brioches La Boulangère, tre vittorie)

3ª tappa Quatre Jours de Dunkerque (Hondschoote > Longuenesse)
3ª tappa Tour du Limousin (Saint-Yrieix-la-Perche > Saint-Yrieix-la-Perche)
Grand Prix de Ouest-France
- 2005 (Bouygues, una vittoria)

3ª tappa Route du Sud (Montréjeau > Lannemezan, cronometro)
- 2006 (Bouygues, tre vittorie)

Trophée des Grimpeurs
1ª tappa Parigi-Corrèze (Saint-Amand-Montrond > Saint-Nectaire)
Classifica generale Parigi-Corrèze

### Altri successi
- 1997 (Festina)

2ª tappa, 2ª semitappa Tour Méditerranéen (Berre-les-Alpes > Velaux, cronosquadre)
- 1999 (Festina)

Carcassonne (Criterium)
- 2000 (Bonjour)

Rochechouart (Criterium)
Castillon-la-Bataille (Criterium)
- 2001 (Bonjour)

Lisieux (Criterium)
Marcolès (Criterium)
Calais (Criterium)
Quillan (Criterium)
Bordeaux-Cauderan (Criterium)
- 2003 (Brioches La Boulangère)

Monein (Criterium)
Lusignan-Petit (Criterium)

## Piazzamenti

### Grandi Giri
- Giro d'Italia

2005: ritirato (1ª tappa)
- Tour de France

1995: 55º
1997: 45º
1998: escluso
1999: ritirato
2000: 45º
2001: 11º
2002: ritirato
2003: 20º
2004: ritirato
2005: 82º
2006: 73º

### Classiche monumento
- Milano-Sanremo

1995: 103º
1997: 33º
- Liegi-Bastogne-Liegi

1996: 42º
2004: 49º
2005: 23º
2006: 34º

### Competizioni mondiali
- Campionati del mondo

Agrigento 1994 - In linea Elite: 57º
- Giochi olimpici

Atlanta 1996 - In linea: 83º